# Laotische Sprache
Die laotische Sprache (ພາສາລາວ – phasa lao; auch: Lao) ist die Staatssprache von Laos und eng mit dem Thailändischen verwandt.

## Klassifikation
Laotisch gehört zum Tai-Zweig der Tai-Kadai-Sprachfamilie.

## Geografische Verteilung

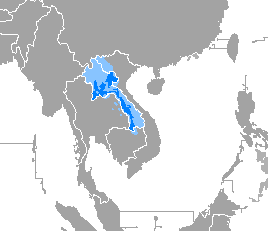
Geografische Verteilung der laotischen Sprache:
Mehrheitssprache
Minderheitssprache

Laotisch wird von der Bevölkerung nördlich und südlich des Mekong in Laos und in Thailand gesprochen. Es gibt ein Dialektkontinuum zwischen Thai und Laotisch, zwischen beidem liegt der Isan-Dialekt von Nordost-Thailand.

## Dialekte
Die laotische Sprache kennt zahlreiche Dialekte, wobei die größten Unterschiede sich zwischen den im nördlichen Laos und den in Mittel- und Süd-Laos gesprochenen Dialekten zeigen. Die nördlichen Dialekte haben fünf Töne, die südlichen weisen sechs Töne auf.

## Phonetik und Phonologie
Laotisch ist eine Tonsprache. Eine weitere Besonderheit im Vergleich zu europäischen Sprachen ist, dass es bei den Verschlusslauten nicht nur zwei Reihen (stimmlos–stimmhaft), sondern drei Reihen (aspiriert–stimmlos–stimmhaft) gibt.
Standard-Laotisch, also der Dialekt von Vientiane, hat sechs Töne: tief, mittel, hoch, steigend, hoch und steigend, niedrig und fallend. Im Dialekt von Luang Prabang gibt es fünf Töne: mittel fallend und steigend, tief steigend, mittel, hoch fallend, mittel steigend.

## Grammatik
Laotisch ist eine isolierende Sprache, die weder Deklination noch Konjugation kennt. Tempus und Numerus etc. verändern die Wörter nicht. Laotisch kennt keine Artikel und kein grammatisches Geschlecht. Beispiele: „Zwei Autos“ wird wie „Auto zwei Fahrzeug“ dargestellt. „Er ging gestern“ „er gehen gestern“, „Er ging“ „Er gehen bereits“ also im Prinzip wie im Deutschen Zukunft behandelt wird „Er wird gehen“.
Die grundlegende Wortstellung im Satz ist Subjekt–Verb–Objekt.

## Wortschatz
Der Wortschatz des Laotischen enthält viele Lehnwörter aus dem Pali und dem Sanskrit. Erbwörter im Grundwortschatz sind meist einsilbig.

## Schrift

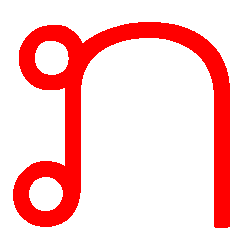
Buchstabe k in laotischer Schrift

Der Landesname Laos in laotischer Schrift

Migrationen der Tai-Sprachen von China nach Südostasien.

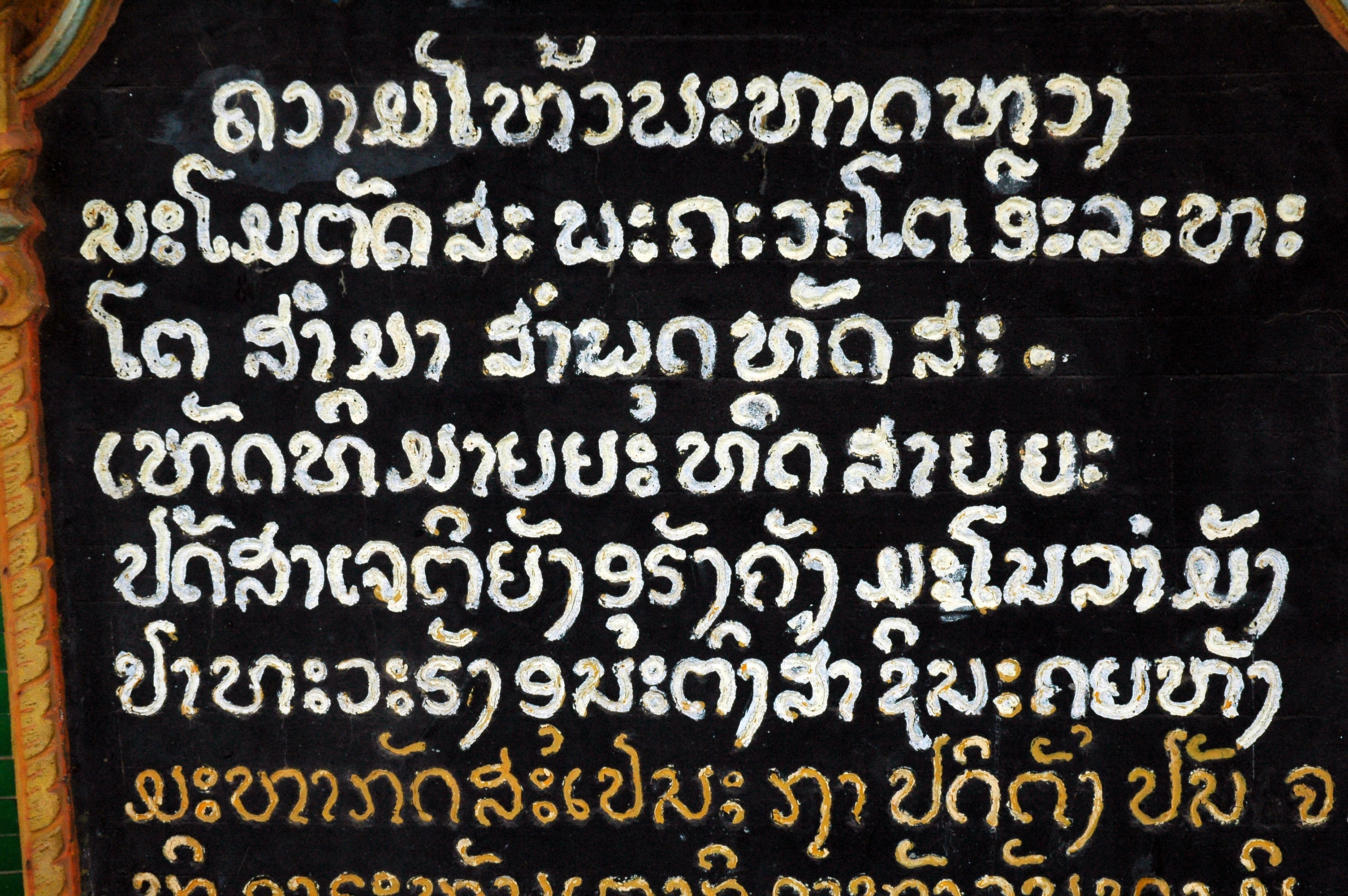
Schild in Laotisch am Wat That Luang, Vientiane

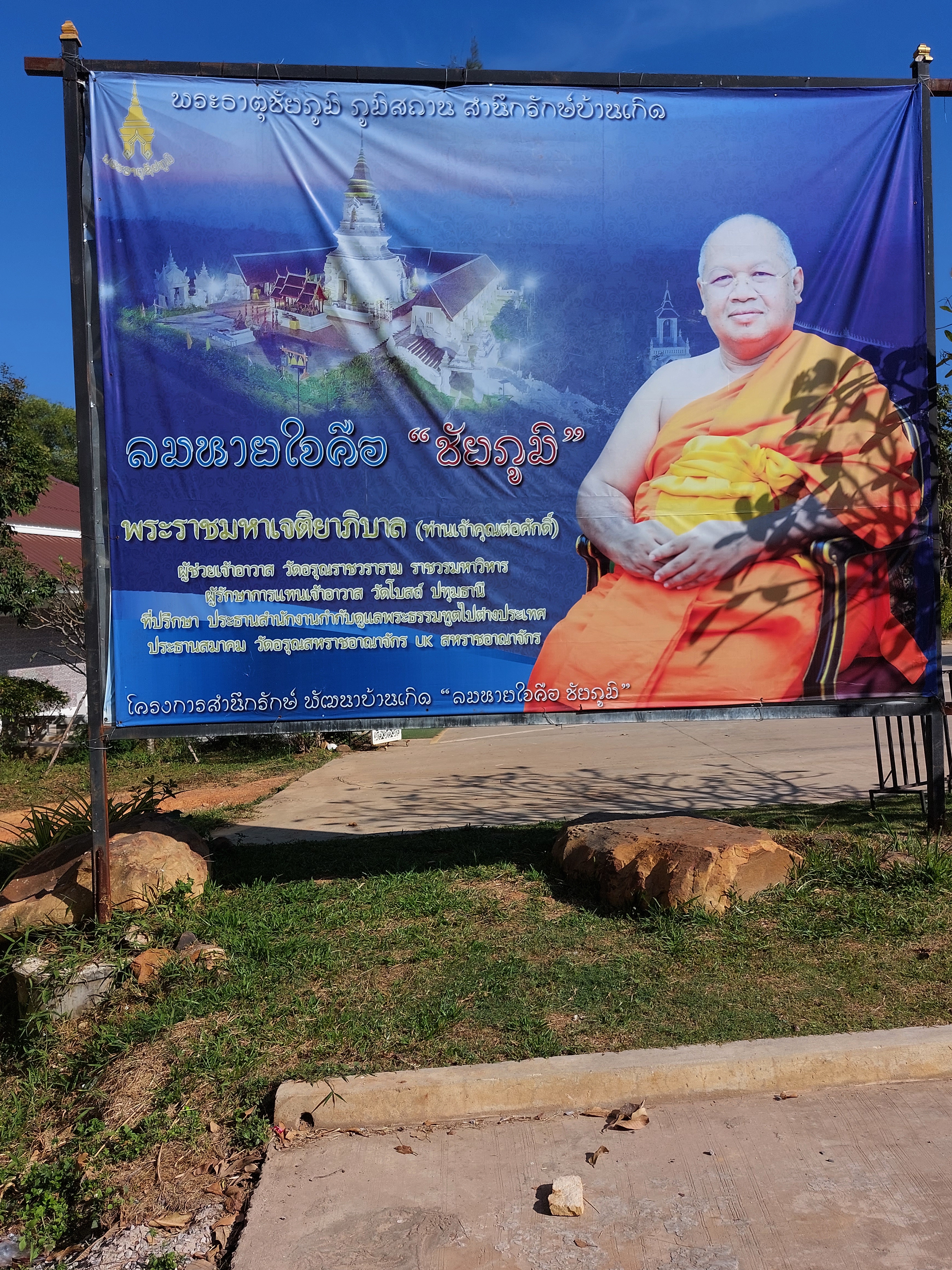
Poster in Chaiyaphum, Thailand mit Thai-Schriftzeichen im Laotischen Stil. Der Isaan fühlt sich kulturell eng mit Laos verbunden. Wie im Laotischen wurden die Konsonanten gerundet.

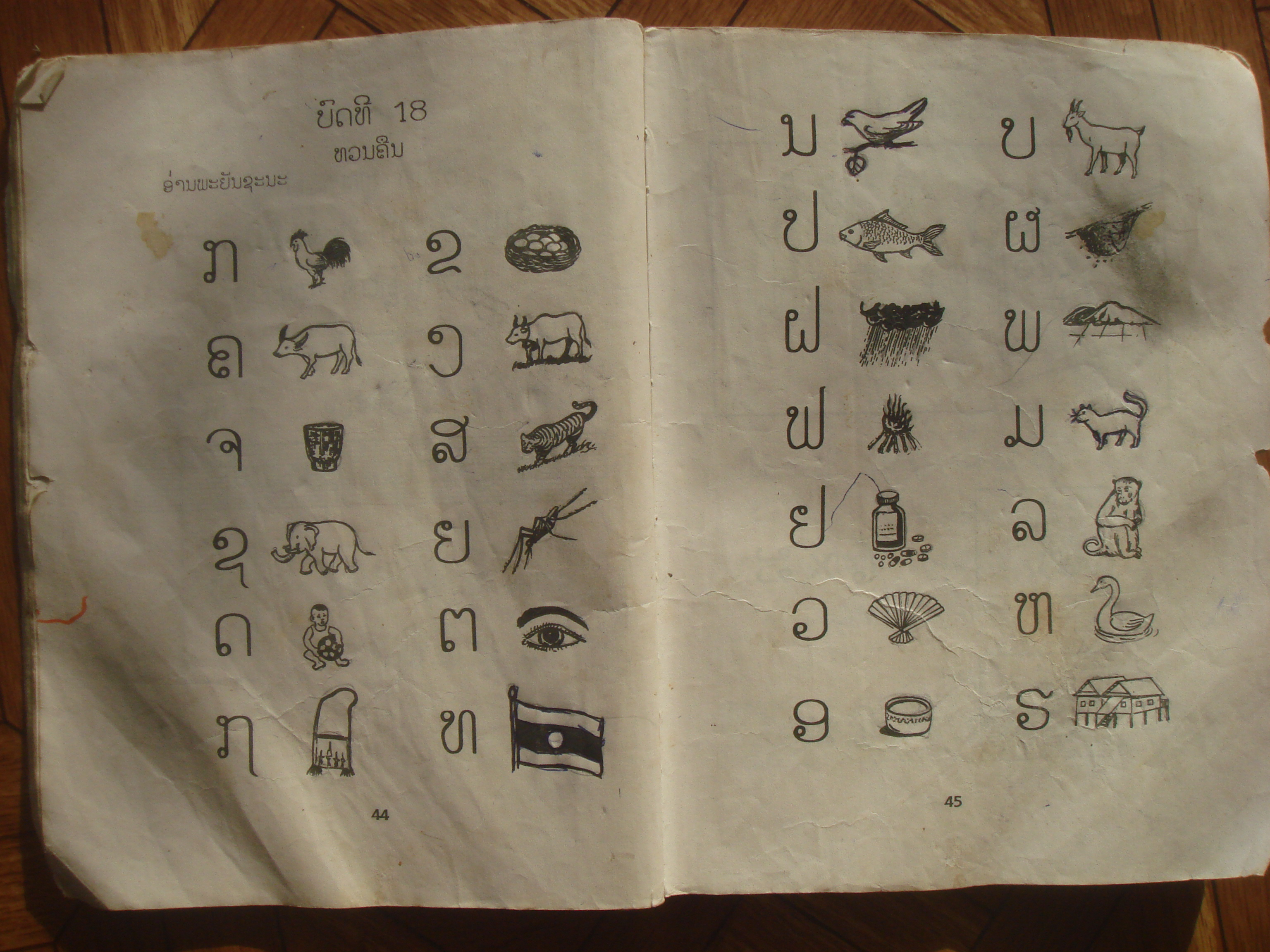
Laotisches Schulbuch mit den ersten Konsonanten.

Die laotische Schrift ist eine Abugida und gehört zur Familie der Brahmi- oder indischen Schriften. Die Schrift hat 33 Konsonanten (der Buchstabe R wird nicht immer mitgerechnet) und 28 Vokale. Die thailändische Schrift kennt 44 Konsonanten und 33 Vokale. Da im Nordosten von Thailand auch Laotisch gesprochen wird, aber mit dem thailändischen Alphabet geschrieben wird, werden auch die thailändischen Buchstaben angegeben. Da die Mehrzahl der Laotischsprecher (zirka 22 Millionen) in Thailand lebt, wird Laotisch meistens mit Thai-Buchstaben geschrieben.
Die Zeichen für Vokale werden je nach Vokal unterschiedlich zum Konsonanten angeordnet: das Zeichen steht vor, hinter, über, unter, oder (in diesem Fall als zwei oder drei Zeichen) um den Konsonanten herum. Beginnt die gesprochene Silbe mit einem Vokal, wird zusammen mit diesem ein „stummer“ (nicht ausgesprochener) Konsonant geschrieben. Einige Vokale werden mit unterschiedlichen Zeichen geschrieben, je nachdem ob die Silbe auf diesen Vokal oder auf einen Konsonanten endet. Im Gegensatz zur Khmer-Schrift werden aufeinanderfolgende Konsonanten nicht untereinander, sondern nebeneinander geschrieben.
Der Ton einer Silbe wird durch die Kombination des Vokals und des oder der Konsonanten und teils durch Diakritika deutlich gemacht.
Die laotische Schrift stammt von der Khmer-Schrift ab. Es gibt aber einige entscheidende Unterschiede. Konsonantenkombinationen werden nicht untereinander, sondern nacheinander geschrieben. Es gibt keine unabhängigen Vokale. Vokale können nur in Kombination mit einem Konsonanten auftreten. Und: Es gibt Tonzeichen, während Khmer keine tonale Sprache ist. Eine Einteilung von Konsonanten in eine â und eine ô-Gruppe gibt es ebenfalls nicht. Dafür werden Konsonanten in Tonklassen eingeteilt.
Die laotische Schrift wird auch zum Schreiben von weiteren Sprachen verwendet. Als Beispiel dient die Sprache der Khmu. Dafür wurde von UNICODE Standard die Buchstaben ໞ LAO LETTER KHMU GO und ໟ LAO LETTER KHMU NYO definiert.

### Konsonanten
In der folgenden Tabelle sind die Konsonanten des laotischen Alphabets angeführt sowie ihre Aussprache am Silbenanfang in Lautschrift und die Transkriptionssysteme des britischen Permanent Committee on Geographical Names, des US-amerikanischen Board on Geographic Names (BGN/PCGN), der Library of Congress (ALA-LC) und – soweit vorhanden – die Transkription, die in den Unicode-Namen der Buchstaben verwendet wird. (Nach dem Schrägstrich steht jeweils die Transkription am Silbenende.)
Die Konsonantenbuchstaben werden in drei Klassen unterteilt: die mittlere, die hohe und die tiefe Klasse. Diese Klassifizierung beeinflusst die Aussprache der Silbe: Zusammen mit weiteren Kriterien bestimmt sie die Tonhöhe einer Silbe.
Der Konsonant ຣ ຣົຖ (R) galt als obsolet und wurde in neueren Wörterbüchern durch den Konsonanten ລ ລີງ (L) ersetzt. So enthielt das English-Lao, Lao-English Wörterbuch in der Ausgabe von 1999 diesen Buchstaben nicht. 2007 enthielten die offiziellen Schulbücher diesen Konsonanten, und er wird für Fremdwörter verwendet. Redet man über einen Konsonanten, so wird grundsätzlich der Name verwendet. Um die Verwandtschaft von Laotisch und Thai zu demonstrieren, werden die entsprechenden Thai Konsonanten mit Namen angegeben. Entspricht die laotische Übersetzung nicht der Thailändischen steht die Thailändische in Klammern. Die UNICODE Namen sind fehlerhaft. Einige Beispiele: LAO LETTER LO LING sollte eigentlich den Buchstaben ລ bezeichnen, der Name wurde aber dem Buchstaben ຣ aus Versehen zugeordnet. Dem Buchstaben ຟ wurde der Name Lao Letter FO SUNG zugeordnet, obwohl er nicht in die Kategorie Hoher Konsonant fällt, sondern in die Kategorie Tiefer Konsonant. Der eigentliche Name hätte LAO LETTER FO FAY  lauten müssen. Die Fehler wurden zu spät bemerkt und konnten daher nicht mehr geändert werden, da bereits Tastaturtreiber mit den fehlerhaften Konstanten in Entwicklung waren.
| Laotisch | Name Laotisch | Aussprache, Bedeutung         | IPA | BGN/PCGN | ALA-LC | Unicode | Klassifizierung | Thai | Thai Name,(Bedeutung)      | Unicode Name        | Unicode |
| -------- | ------------- | ----------------------------- | --- | -------- | ------ | ------- | --------------- | ---- | -------------------------- | ------------------- | ------- |
| ກ        | ໄກ່            | kāj, Huhn                     | k   | k        | k/k    | k       | Mittlere Klasse | ก    | ก ไก่                       | LAO LETTER KO       | 0E81    |
| ຂ        | ໄຂ່            | kʰāj, Ei                      | kʰ  | kh       | kh/k   | kh      | Hohe Klasse     | ข    | ข ไข่                       | LAO LETTER KHO SUNG | 0E82    |
| ຄ        | ຄວາຍ          | kʰʷáːj, Wasserbüffel          | kʰ  | kh       | kh/k   | kh      | Tiefe Klasse    | ค    | ค ควาย                     | LAO LETTER KHO TAM  | 0E84    |
| ງ        | ງູ auch ງົວ     | ŋúː, Schlange auch ŋúə, Ochse | ŋ   | ng       | ng/ng  | ng      | Tiefe Klasse    | ง    | ง งู                        | LAO LETTER NGO      | 0E87    |
| ຈ        | ຈອກ           | tɕɔ̏ːk, Glas                   | t͡ɕ  | ch       | ch/t   | c       | Mittlere Klasse | จ    | จ จาน (Teller)             | LAO LETTER CO       | 0E88    |
| ສ        | ເສືອ           | sɯ̌ːə, Tiger                   | s   | s        | s/t    | s       | Hohe Klasse     | ส    | ส เสือ                      | LAO LETTER SO SUNG  | 0EAA    |
| ຊ        | ຊ້າງ           | sâːŋ, Elefant                 | s   | x        | s/t    | s       | Tiefe Klasse    | ช    | ช ช้าง                      | LAO LETTER SO TAM   | 0E8A    |
| ຍ        | ຍຸງ            | ɲúŋ, Moskito                  | ɲ   | gn/y     | ny/—   | ny      | Tiefe Klasse    | ญ    | ญ หญิง (Frau)               | LAO LETTER NYO      | 0E8D    |
| ດ        | ເດັກ           | dék, Kind                     | d   | d/t      | d/t    | d       | Mittlere Klasse | ด    | ด เด็ก                      | LAO LETTER DO       | 0E94    |
| ຕ        | ຕາ            | tàː, Auge                     | t   | t        | t/t    | t       | Mittlere Klasse | ต    | ต เต่า (Schildkröte)        | LAO LETTER TO       | 0E95    |
| ຖ        | ຖົງ            | tʰǒŋ, Tasche                  | tʰ  | th       | th/t   | th      | Hohe Klasse     | ถ    | ถ ถุง                       | LAO LETTER THO SUNG | 0E96    |
| ທ        | ທຸງ            | tʰúŋ, Fahne                   | tʰ  | th       | th/t   | th      | Tiefe Klasse    | ท    | ท ทหาร (Soldat)            | LAO LETTER THO TAM  | 0E97    |
| ນ        | ນົກ            | nōk, Vogel                    | n   | n        | n/n    | n       | Tiefe Klasse    | น    | น หนู (Maus)                | LAO LETTER NO       | 0E99    |
| ບ        | ແບ້            | bɛ̑ː, Ziege                    | b   | b/p      | b/p    | b       | Mittlere Klasse | บ    | บ ใบไม้ (Blatt)             | LAO LETTER BO       | 0E9A    |
| ປ        | ປາ            | paː, Fisch                    | p   | p        | p/p    | p       | Mittlere Klasse | ป    | ป ปลา (Ausgesprochen plaa) | LAO LETTER PO       | 0E9B    |
| ຜ        | ພູ             | pʰú, Berg                     | pʰ  | ph       | ph/p   | ph      | Hohe Klasse     | ผ    | พ พาน (Tablet)             | LAO LETTER PHO SUNG | 0E9C    |
| ຝ        | ໄຟ            | fáj, Feuer                    | f   | f        | f/p    | f       | Tiefe Klasse    | ฝ    | ฟ ฟัน (Zahn)                | LAO LETTER FO SUNG  | 0E9F    |
| ພ        | ເຜິ້ງ           | pʰɤ̏ŋ, Biene                   | pʰ  | ph       | ph/p   | ph      | Hohe Klasse     | ผ    | ผ ผึ้ง                       | LAO LETTER PHO TAM  | 0E9E    |
| ຟ        | ຝົນ            | fǒn, Regen                    | f   | f        | f/p    | f       | Hohe Klasse     | ฝ    | ฝ ฝา (Deckel)              | LAO LETTER FO SUNG  | 0E9F    |
| ມ        | ແມວ           | mɛ́ːw, Katze                   | m   | m        | m/m    | m       | Tiefe Klasse    | ม    | ม ม้า (Pferd)               | LAO LETTER MO       | 0EA1    |
| ຢ,ຍ,ຽ    | ຢາ            | jaː, Medikament               | j   | y        | y      | y       | Tiefe Klasse    | ย    | ย ยักษ์ (Riese)              | LAO LETTER YO       | 0EA2    |
| ຣ        | ຣົຖ (ລົດ)       | rōt (lōt), Fahrzeug           | r   | r        | r      | r       | Tiefe Klasse    | ร    | ร เรือ (Boot)               | LAO LETTER LO LING  | 0EA3    |
| ລ        | ລີງ            | líːŋ, Affe                    | l   | l        | l      | l       | Tiefe Klasse    | ล    | ล ลิง                       | LAO LETTER LO LOOT  | 0EA5    |
| ວ        | ວີ             | víː, Kamm                     | w   | v/o      | v      | w       | Tiefe Klasse    | ว    | ว แหวน (Ring)              | LAO LETTER WO       | 0EA7    |
| ຫ        | ຫ່ານ           | hāːn, Gans                    | h   | h        | h      | h       | Hohe Klasse     | ห    | ห หีบ (Kiste)               |                     |         |
| ອ        | ໂອ oder ອື່ງ    | ʔòː, Becken oder ɯːŋ, Frosch  | —   | —        |        | o       | Mittlere Klasse | อ    | อ อ่าง (Becken)             | LAO LETTER O        | 0EAD    |
| ຮ        | ເຮືອນ          | hɯ́ːən Haus                    | h   | h        | h      | h       | Tiefe Klasse    | ฮ    | ฮ นกฮูก (Eule)              | LAO LETTER HO TAM   | 0EAE    |

### Vokale
In der folgenden Tabelle sind die Vokalzeichen des laotischen Alphabets aufgeführt, verbunden jeweils mit dem Zeichen ◌, welches einen Konsonanten darstellt. Vokalzeichen können über, unter, vor, und nach dem Konsonanten stehen, nach dem sie gesprochen werden, auch Kombinationen sind möglich.
|          | IPA | BGN | LC | Unicode | Thai     |        | IPA | BGN | LC | Unicode | Thai   |           | IPA | BGN | LC | Unicode | Thai      |         | IPA | BGN | LC | Unicode | Thai  |
| -------- | --- | --- | -- | ------- | -------- | ------ | --- | --- | -- | ------- | ------ | --------- | --- | --- | -- | ------- | --------- | ------- | --- | --- | -- | ------- | ----- |
| ◌ະ/◌ັ◌    | a   | a   | a  | a       | สระ อะ   | ◌າ     | aː  | a   | ā  | aa      | สระ อา |           |     |     |    |         |           |         |     |     |    |         |       |
| ◌ິ        | i   | i   | i  | i       | สระ อิ    | ◌ີ      | iː  | i   | ī  | ii      | สระ อี  | ເ◌ັຽະ/◌ັຽ◌  | iə  | ia  | ia |         |           | ເ◌ັຽ/◌ຽ◌ |     | ia  | īa |         | เ◌ีย/- |
| ◌ຶ        | ɯ   | u   | ư  | y       | สระ อึ    | ◌ື      | ɯː  | u   | ư̄  | yy      | สระ อือ | ເ◌ຶອະ/ເ◌ຶອ◌ | ɯə  | ua  | ưa |         | เ◌ึอะ/เ◌ึอ◌ | ເ◌ືອ     |     | ua  | ư̄a |         | เ◌ือ   |
| ◌ຸ        | u   | ou  | u  | u       | สระ อุ    | ◌ູ      | uː  | ou  | ū  | uu      | สระ อู  | ◌ົວະ/◌ັວ◌   | uə  | oua | ua |         |           | ◌ົວ/ ◌ວ◌ |     | oua | ūa |         | -/◌อ◌ |
| ເ◌ະ/ເ◌ັ◌  | e   | é   | e  |         | เ◌ัะ/เ◌ั◌  | ເ◌     | eː  | é   | ē  | e       | เ◌     |           |     |     |    |         |           |         |     |     |    |         |       |
| ແ◌ະ/ແ◌ັ◌  | ɛ   | è   | æ  |         | แ◌ะ/แ◌ั◌  | ແ◌     | ɛː  | è   | ǣ  | ei      | แ◌     |           |     |     |    |         |           |         |     |     |    |         |       |
| ໂ◌ະ/◌ົ◌   | o   | ô   | o  |         | โ◌ะ/-    | ໂ◌     | oː  | ô   | ō  | o       | โ◌     |           |     |     |    |         |           |         |     |     |    |         |       |
| ເ◌າະ/◌ັອ◌ | ɔ   | o   | ǫ  |         | เ◌าะ/◌อ◌ | ◌ໍ/◌ອ◌  | ɔː  | o   | ǭ  |         | -/◌อ◌  |           |     |     |    |         |           |         |     |     |    |         |       |
| ເ◌ິະ/ເ◌ິ◌  | ɤ   | eu  | œ  |         | เ◌ิะ/เ◌ิ◌  | ເ◌ີ/ເ◌ື◌ | ɤː  | eu  | œ̄  |         | เ◌ิ/เ◌ื◌ |           |     |     |    |         |           |         |     |     |    |         |       |
|          |     |     |    |         |          |        |     |     |    |         |        | ໄ◌/ໃ◌/◌ັຢ  | ai  | ai  | ai | ai/ay   | ใ◌/ไ◌/◌าย | ◌າຢ/◌າຽ |     | ai  | āi |         | ◌าย/- |
| ເ◌ົາ      | au  | ao  | ao |         | เ◌ัา      |        |     |     |    |         |        |           |     |     |    |         |           |         |     |     |    |         |       |
| ◌ໍາ       | am  | am  | am | am      | สระ อำ   |        |     |     |    |         |        |           |     |     |    |         |           |         |     |     |    |         |       |

### Tonzeichen
| Laotisch | Name     | Aussprache   | Thai | Name   | Aussprache   | Unicode Name        | Unicode |
| -------- | -------- | ------------ | ---- | ------ | ------------ | ------------------- | ------- |
| ◌່        | ໄມ້ເອກ    | mai ek       | ◌่    | ไม้เอก  | mai ek       | LAO TONE MAI EK     | 0EC8    |
| ◌້        | ໄມ້ໂທ     | mai tho      | ◌้    | ไม้โท   | mai tho      | LAO TONE MAI THO    | 0EC9    |
| ◌໊        | ໄມ້ຕີ      | mai thi      | ◌๊    | ไม้ตรี   | mai tri      | LAO TONE MAI TI     | 0ECA    |
| ◌໋        | ໄມ້ຈັດຕະວາ | mai chattawa | ◌๋    | ไม้จัตวา | mai chattawa | LAO TONE MAI CATAWA | 0ECB    |

### Zahlen
| Arabisch | Laotisch | Thai | Unicode Name    | Unicode |
| -------- | -------- | ---- | --------------- | ------- |
| 0        | ໐        | ๐    | LAO DIGIT ZERO  | 0ED0    |
| 1        | ໑        | ๑    | LAO DIGIT ONE   | 0ED1    |
| 2        | ໒        | ๒    | LAO DIGIT TWO   | 0ED2    |
| 3        | ໓        | ๓    | LAO DIGIT THREE | 0ED3    |
| 4        | ໔        | ๔    | LAO DIGIT FOUR  | 0ED4    |
| 5        | ໕        | ๕    | LAO DIGIT FIVE  | 0ED5    |
| 6        | ໖        | ๖    | LAO DIGIT SIX   | 0ED6    |
| 7        | ໗        | ๗    | LAO DIGIT SEVEN | 0ED7    |
| 8        | ໘        | ๘    | LAO DIGIT EIGHT | 0ED8    |
| 9        | ໙        | ๙    | LAO DIGIT NINE  | 0ED9    |

### Konsonantenkombinationen
Wie im Thai verwendet Lao Kombinationen von Konsonanten. Oft ist der erste Konsonant stimmlos, wird also nicht ausgesprochen. Sie verändern aber die Tonhöhe des darauffolgend gesprochenen Vokals. Beispiel ມາ ausgesprochen maa bedeutet kommen. Durch die Hinzufügung eines ຫ wird daraus das Wort ໝາ, ebenfalls ausgesprochen maa, welches Hund bedeutet. Im Gegensatz zu ມາ, welches mit dem Ton mittel ausgesprochen wird, wird ໝາ mit dem Ton mittel fallend und steigend gesprochen. Ein anderes Beispiel ist ແຫວນ ausgesprochen wään. Auch dieses Wort wird mit dem Ton mittel fallend und steigend gesprochen. Ohne ຫ wäre der richtige Ton mittel. ແຫວນ bedeutet Ring. Dies entspricht der Thai-Sprache ມາ wird in Thai มา geschrieben, ໝາ entspricht หมา. Konsonanten, welche auf diese Art und Weise den Ton des nachfolgenden Vokals ändern, sind ງ, ຍ, ນ, ມ, ລ und ວ.
In anderen Fällen werden sehrwohl beide Konsonanten gesprochen. Als Beispiel mag das Wort ຄວາມຮູ້, ausgesprochen kwaam huu, Wissen dienen. Auch das entspricht dem Thai Wort ความรู้, ausgesprochen kwaam ruu.

## Beispiel
| Laotisch | ALA-LC-Transkription | Deutsch |
| --- | --- | --- |
| ມະນຸດທຸກຄົນເກີດມາມີກຽດສັກສີ ສິດທິ ເສຣີພາບແລະຄວາມສເມີພາບເທົ່າທຽມກັນ ທຸກໆຄົນມີເຫດຜົນແລະຄວາມຄິດຄວາມເຫັນສ່ວນຕົວຂອງໃຜຂອງມັນ ແຕ່ວ່າມະນຸດທຸກໆຄົນຄວນປະພຶດຕໍ່ກັນຄືກັນກັບເປັນອ້າຍນ້ອງກັນ | Manut thuk khon kœ̄t mā mī kiat saksī sitthi sēlīphāp læ khwām samœ̄phāp thao thiam kan. Thuk thuk khon mī hētphon læ khwām khit khwām hen suan tua khǭng phai khǭng man, tǣ vā manut thuk thuk khon khuan paphưt tam kan khư̄ kan kap pen āi nǭng kan. | Alle Menschen sind frei und gleich an Würde und Rechten geboren. Sie sind mit Vernunft und Gewissen begabt und sollen einander im Geist der Brüderlichkeit begegnen. |

## Geschichte
Die laotische Schrift entstand aus der Tai-Noi-Schrift (Laotisch: ອັກສອນໄທນ້ອຍ, Thai: อักษรไทน้อย ausgesprochen akson tai noi). Die Schrift verbreitete sich seit dem 15. Jahrhundert im heutigen Laos und Nordosten Thailands (Isan). Während sie in Thailand in den 1930er-Jahren verboten wurde, bildete sie die Grundlage für die heutige laotische Schrift. Die Tai-Noi-Schrift entwickelte sich wiederum aus der Khmer-Schrift im heutigen Norden von Thailand und wurde von der Mon-Schrift beeinflusst. Khmer entwickelte sich aus der südindischen Pallava-Schrift.

### Zur Romanisierung
- Lao (PDF; 77 kB) In: Report on the current status of United Nations romanization systems for geographical names - this document refers to the Lao Commission Nationale de Toponymie. There is no Lao romanization system officially adopted by the UN.
- Lao. (PDF; 151 kB) Library of Congress romanization table
- Lao. (PDF; 107 kB) Unicode code chart